# Mashonarus
Mashonarus là một chi nhện trong họ Salticidae.